# Едуард Гибън
Едуард Гибън (на английски: Edward Gibbon) е сред най-известните в света английски историци.
Той е изявен парламентарист, автор на „Залез и упадък на Римската империя“ (в 7 тома), който е забележителен труд от 1776 – 1787 г., обхващащ историята на Древния Рим и Византия от края на II век до превземането на Константинопол от османските турци през 1453 г. Изследването на Гибън върху римската история и слава представлява всеобхватна историческа панорама за дълъг и преломен за световната история и култура период. Книгата излиза за първи път в превод на български език през 2003 г.

## Биография
Роден е на 27 април 1737 година в Пътни, графство Съри (днес част от Лондон, Великобритания), в семейството на Едуард и Джудит Гибън. На 9-годишна възраст е изпратен в училището в Кингстън на Темза (квартал на Лондон). Малко след това почива майка му и е изпратен в пансиона на Уестминстърската школа.
След като пребивава в Бат през 1752 г., заради проблеми със здравето, на 15-годишна възраст Гибън е изпратен от баща си в Магдален Колидж, Оксфорд, но скоро след това той напуска колежа.
Умира на 16 януари 1794 година в Лондон на 56-годишна възраст в разгара на Френската революция.